# Pierre Druillon
Pierre Druillon est un homme politique français né le 23 décembre 1736 à Blois (Loir-et-Cher) et décédé le 29 août 1810 au même lieu.
Lieutenant civil du présidial de Blois sous l'Ancien régime, il est député du tiers état aux États généraux de 1789 pour le bailliage de Blois. Il est un des adjoints du doyen, chargé d'organiser les travaux. Après la session, il devient haut-juré de Loir-et-Cher.

## Sources
- « Pierre Druillon », dans Adolphe Robert et Gaston Cougny, Dictionnaire des parlementaires français, Edgar Bourloton, 1889-1891 [détail de l’édition]